# Saison 2000-2001 de la LIH
Saison précédente
La saison 2000-2001 est la 56e et dernière saison de la Ligue internationale de hockey. Les Solar Bears d'Orlando remportent la Coupe Turner en battant les Wolves de Chicago en série éliminatoire.

## Saison régulière
De sérieux problème financiers affectent la LIH depuis déjà trois saisons. Avant le début de cette dernière saison d'existence, les K-Wings du Michigan doivent cesser leurs activités faute d'argent. De leur côté, les Ice Dogs de Long Beach se voient être transférés dans la West Coast Hockey League.
Au terme de la saison 2000-2001, les dirigeants des onze équipes restantes ayant perdu confiance en la ligue, votent pour la dissolution de la Ligue internationale de hockey. La Ligue américaine de hockey accepte alors d'accueillir six de ces onze concessions. Ainsi, les Wolves de Chicago, les Admirals de Milwaukee, les Aeros de Houston, les Moose du Manitoba, de même que les Grizzlies de l'Utah et les Griffins de Grand Rapids passent à la LAH pour la saison 2001-2002, alors que les cinq autres formations cessent simplement leurs opérations.

### Match des étoiles
Le tout dernier Match des étoiles de la ligue qui se tient le 15 janvier 2001, se veut également être une première. Les champions en titre, les Wolves de Chicago, affrontant les meilleurs joueurs du circuit à l'occasion de cette classique, deviennent la première équipe à remporter un match d'étoile par blanchissage. L'attaquant vedette Steve Larouche, qui inscrit un but et obtient deux mentions d'assistances, se voit être nommé le joueur de la rencontre alors que les trois gardiens utilisés lors de cette rencontre, Wendell Young, Rick DiPietro et Richard Shulmistra bloquent les 34 lancers dirigés vers eux pour donner la victoire aux Wolves par la marque de 4 à 0.

### Classement de la saison régulière
| Clt   | Équipe                   | PJ | V  | D  | DP | BP  | BC  | Pts |
| ----- | ------------------------ | -- | -- | -- | -- | --- | --- | --- |
| +001, | Griffins de Grand Rapids | 82 | 53 | 22 | 7  | 279 | 196 | 113 |
| +002, | Solar Bears d'Orlando    | 82 | 47 | 28 | 7  | 241 | 193 | 101 |
| +003, | Cyclones de Cincinnati   | 82 | 44 | 29 | 9  | 267 | 258 | 97  |
| +004, | Lumberjacks de Cleveland | 82 | 43 | 32 | 7  | 270 | 258 | 93  |
| +005, | Admirals de Milwaukee    | 82 | 42 | 33 | 7  | 244 | 217 | 91  |
| +006, | Vipers de Détroit        | 82 | 23 | 53 | 6  | 184 | 311 | 52  |

| Clt   | Équipe                | PJ | V  | D  | DP | BP  | BC  | Pts |
| ----- | --------------------- | -- | -- | -- | -- | --- | --- | --- |
| +001, | Wolves de Chicago     | 82 | 43 | 32 | 7  | 267 | 249 | 93  |
| +002, | Aeros de Houston      | 82 | 42 | 32 | 8  | 229 | 245 | 92  |
| +003, | Moose du Manitoba     | 82 | 39 | 31 | 12 | 222 | 230 | 90  |
| +004, | Grizzlies de l'Utah   | 82 | 38 | 36 | 8  | 208 | 220 | 84  |
| +005, | Blades de Kansas City | 82 | 37 | 42 | 3  | 239 | 273 | 77  |

### Meilleurs pointeurs
| Joueur                | Équipe       | PJ | B  | A  | Pts |
| --------------------- | ------------ | -- | -- | -- | --- |
| Steve Larouche        | Chicago      | 75 | 31 | 52 | 83  |
| Derek King            | Grand Rapids | 76 | 32 | 51 | 83  |
| Brett Harkins         | Houston      | 81 | 16 | 64 | 80  |
| Brian Bonin           | Cleveland    | 72 | 35 | 42 | 77  |
| Rob Brown             | Chicago      | 75 | 24 | 53 | 77  |
| Kai Nurminen          | Cleveland    | 74 | 28 | 46 | 74  |
| Niklas Andersson      | Chicago      | 66 | 33 | 39 | 72  |
| Greg Koehler          | Cincinnati   | 80 | 35 | 36 | 71  |
| Steve Brulé           | Manitoba     | 78 | 21 | 48 | 69  |
| Viatcheslav Boutsaïev | Grand Rapids | 75 | 33 | 35 | 68  |

## Séries éliminatoires
|  | Quarts de finale         | Quarts de finale      |                          |   | Demi-finales | Demi-finales |  |  | Finale | Finale |
|  | Quarts de finale         | Quarts de finale      |                          |   | Demi-finales | Demi-finales |  |  | Finale | Finale |
|  |                          |                       |                          |   |              |              |  |  |        |        |
|  |                          |                       |                          |   |              |              |  |  |        |        |
|  |                          |                       |                          |   |              |              |  |  |        |        |
|  | Griffins de Grand Rapids | 4                     |                          |   |              |              |  |  |        |        |
|  | Griffins de Grand Rapids | 4                     |                          |   |              |              |  |  |        |        |
|  | Lumberjacks de Cleveland | 0                     |                          |   |              |              |  |  |        |        |
|  | Lumberjacks de Cleveland | 0                     | Griffins de Grand Rapids | 2 |              |              |  |  |        |        |
|  |                          |                       | Griffins de Grand Rapids | 2 |              |              |  |  |        |        |
|  |                          | Solar Bears d'Orlando | 4                        |   |              |              |  |  |        |        |
|  | Solar Bears d'Orlando    | Solar Bears d'Orlando | 4                        | 4 |              |              |  |  |        |        |
|  | Solar Bears d'Orlando    |                       |                          | 4 |              |              |  |  |        |        |
|  | Cyclones de Cincinnati   | 2                     |                          |   |              |              |  |  |        |        |
|  | Cyclones de Cincinnati   | 2                     | Solar Bears d'Orlando    | 4 |              |              |  |  |        |        |
|  |                          |                       | Solar Bears d'Orlando    | 4 |              |              |  |  |        |        |
|  |                          | Wolves de Chicago     | 1                        |   |              |              |  |  |        |        |
|  | Wolves de Chicago        | Wolves de Chicago     | 1                        | 4 |              |              |  |  |        |        |
|  | Wolves de Chicago        |                       |                          | 4 |              |              |  |  |        |        |
|  | Admirals de Milwaukee    | 1                     |                          |   |              |              |  |  |        |        |
|  | Admirals de Milwaukee    | 1                     | Wolves de Chicago        | 4 |              |              |  |  |        |        |
|  |                          |                       | Wolves de Chicago        | 4 |              |              |  |  |        |        |
|  |                          | Moose du Manitoba     | 2                        |   |              |              |  |  |        |        |
|  | Moose du Manitoba        | Moose du Manitoba     | 2                        | 4 |              |              |  |  |        |        |
|  | Moose du Manitoba        |                       |                          | 4 |              |              |  |  |        |        |
|  | Aeros de Houston         | 1                     |                          |   |              |              |  |  |        |        |
|  | Aeros de Houston         | 1                     |                          |   |              |              |  |  |        |        |

### Quarts de finale

#### Grand Rapids contre Cleveland
| Date     | Visiteur     | Pointage | Receveur     |
| -------- | ------------ | -------- | ------------ |
| 20 avril | Cleveland    | 1-5      | Grand Rapids |
| 21 avril | Cleveland    | 4-7      | Grand Rapids |
| 23 avril | Grand Rapids | 2-1      | Cleveland    |
| 25 avril | Grand Rapids | 3-0      | Cleveland    |

Les Griffins de Grand Rapids remportent la série 4 à 0.

#### Orlando contre Cincinnati
| Date     | Visiteur   | Pointage | Receveur   |
| -------- | ---------- | -------- | ---------- |
| 19 avril | Cincinnati | 5-2      | Orlando    |
| 22 avril | Cincinnati | 1-2 (P)  | Orlando    |
| 24 avril | Orlando    | 4-2      | Cincinnati |
| 26 avril | Orlando    | 4-2      | Cincinnati |
| 28 avril | Orlando    | 4-2      | Cincinnati |

Les Solar Bears d'Orlando remportent la série 4 à 1.

#### Chicago contre Milwaukee
| Date     | Visiteur  | Pointage | Receveur  |
| -------- | --------- | -------- | --------- |
| 20 avril | Milwaukee | 2-4      | Chicago   |
| 21 avril | Milwaukee | 1-5      | Chicago   |
| 24 avril | Chicago   | 2-3      | Milwaukee |
| 26 avril | Chicago   | 3-2      | Milwaukee |
| 27 avril | Milwaukee | 2-5      | Chicago   |

Les Wolves de Chicago remportent la série 4 à 1.

#### Manitoba contre Houston
| Date     | Visiteur | Pointage | Receveur |
| -------- | -------- | -------- | -------- |
| 20 avril | Manitoba | 1-5      | Houston  |
| 21 avril | Manitoba | 2-1      | Houston  |
| 26 avril | Houston  | 2-1      | Manitoba |
| 27 avril | Houston  | 3-2 (P)  | Manitoba |
| 29 avril | Houston  | 2-3 (P)  | Manitoba |
| 1er mai  | Manitoba | 3-2 (P)  | Houston  |
| 2 mai    | Manitoba | 3-1      | Houston  |

Les Aeros de Houston remportent la série 4 à 3.

### Demi-finales

#### Grand Rapids contre Orlando
| Date   | Visiteur     | Pointage | Receveur     |
| ------ | ------------ | -------- | ------------ |
| 3 mai  | Orlando      | 4-3 (P)  | Grand Rapids |
| 5 mai  | Grand Rapids | 4-2      | Orlando      |
| 6 mai  | Grand Rapids | 3-5      | Orlando      |
| 9 mai  | Orlando      | 4-3 (P)  | Grand Rapids |
| 10 mai | Orlando      | 3-8      | Grand Rapids |
| 12 mai | Grand Rapids | 0-2      | Orlando      |

Les Solar Bears d'Orlando remportent la série 4 à 2.

#### Chicago contre Manitoba
| Date   | Visiteur | Pointage | Receveur |
| ------ | -------- | -------- | -------- |
| 4 mai  | Manitoba | 4-1      | Chicago  |
| 5 mai  | Manitoba | 0-5      | Chicago  |
| 10 mai | Chicago  | 3-4 (P)  | Manitoba |
| 11 mai | Chicago  | 4-1      | Manitoba |
| 13 mai | Manitoba | 0-1      | Chicago  |
| 15 mai | Chicago  | 6-4      | Manitoba |

Les Wolves de Chicago remportent la série 4 à 2.

### Finale
| Date   | Visiteur | Pointage | Receveur |
| ------ | -------- | -------- | -------- |
| 19 mai | Chicago  | 2-7      | Orlando  |
| 20 mai | Chicago  | 1-5      | Orlando  |
| 23 mai | Orlando  | 1-3      | Chicago  |
| 25 mai | Orlando  | 2-1 (P)  | Chicago  |
| 26 mai | Chicago  | 1-5      | Orlando  |

Les Solar Bears d'Orlando remportent la série 4 à 1.

## Formation gagnante
Voici les joueurs qui s'alignèrent pour l'équipe victorieuse de la Coupe Turner, les Solar Bears d'Orlando :
- Entraîneurs : Peter Horachek (chef), Jim Hughes (adjoint).
- Gardiens : Norm Maracle et Scott Fankhouser.
- Défenseurs : Brett Clark, Jonathan Coleman, Curtis Murphy, Brian Pothier, Scott Ricci, Todd Richards, Mike Weaver
- Attaquants : Bryan Adams, Mark Beaufait, Hugo Boisvert, Wade Brookbank, David Gove, Darcy Hordichuk, Wes Mason, Ben Simon, Jarrod Skalde, Dan Snyder, Dean Sylvester, Brad Tapper, Herberts Vasiļjevs, Jean-Pierre Vigier, Dmitri Vlasenkov.

## Trophées remis
- Collectifs :
  - Coupe Turner (champion des séries éliminatoires) : Solar Bears d'Orlando.
  - Trophée Fred-A.-Huber (champion de la saison régulière) : Griffins de Grand Rapids.
- Individuels :
  - Trophée du commissaire (meilleur entraîneur) : Peter Horachek, Solar Bears d'Orlando.
  - Trophée Leo-P.-Lamoureux (meilleur pointeur) : Derek King, Griffins de Grand Rapids et Steve Larouche, Wolves de Chicago.
  - Trophée James-Gatschene (MVP) : Norm Maracle, Solar Bears d'Orlando.
  - Trophée N.-R.-« Bud »-Poile (meilleur joueur des séries) : Norm Maracle, Solar Bears d'Orlando.
  - Trophée Garry-F.-Longman (meilleur joueur recrue) : Brian Pothier, Solar Bears d'Orlando.
  - Trophée Ken-McKenzie (meilleur recrue américaine) : Brian Pothier, Solar Bears d'Orlando.
  - Trophée Larry-D.-Gordon (meilleur défenseur) : Brett Hauer, Moose du Manitoba.
  - Trophée James-Norris (gardien ayant la plus faible moyenne de buts alloués) : Norm Maracle et Scott Fankhouser, Solar Bears d'Orlando.
  - Trophée John-Cullen (meilleur retour au jeu) : Rusty Fitzgerald, Moose du Manitoba.
  - Ironman Award (durabilité/longévité) : Brian Chapman, Moose du Manitoba.
  - Homme de l'année en LIH (implication dans sa communauté) : Wendell Young, Wolves de Chicago.